# 나가타 류지
나가타 류지(일본어: 永田 隆二, 1972년 3월 28일 ~ )는 일본의 전 축구 선수이다.

## 구단 경력
1990년 일본 사커 리그의 마쓰다에 입단했다. 1994년 재팬 풋볼 리그의 오이타 트리니티로 이적했다. 1997년후 현역 은퇴.